# Fascicul libero-lemnos

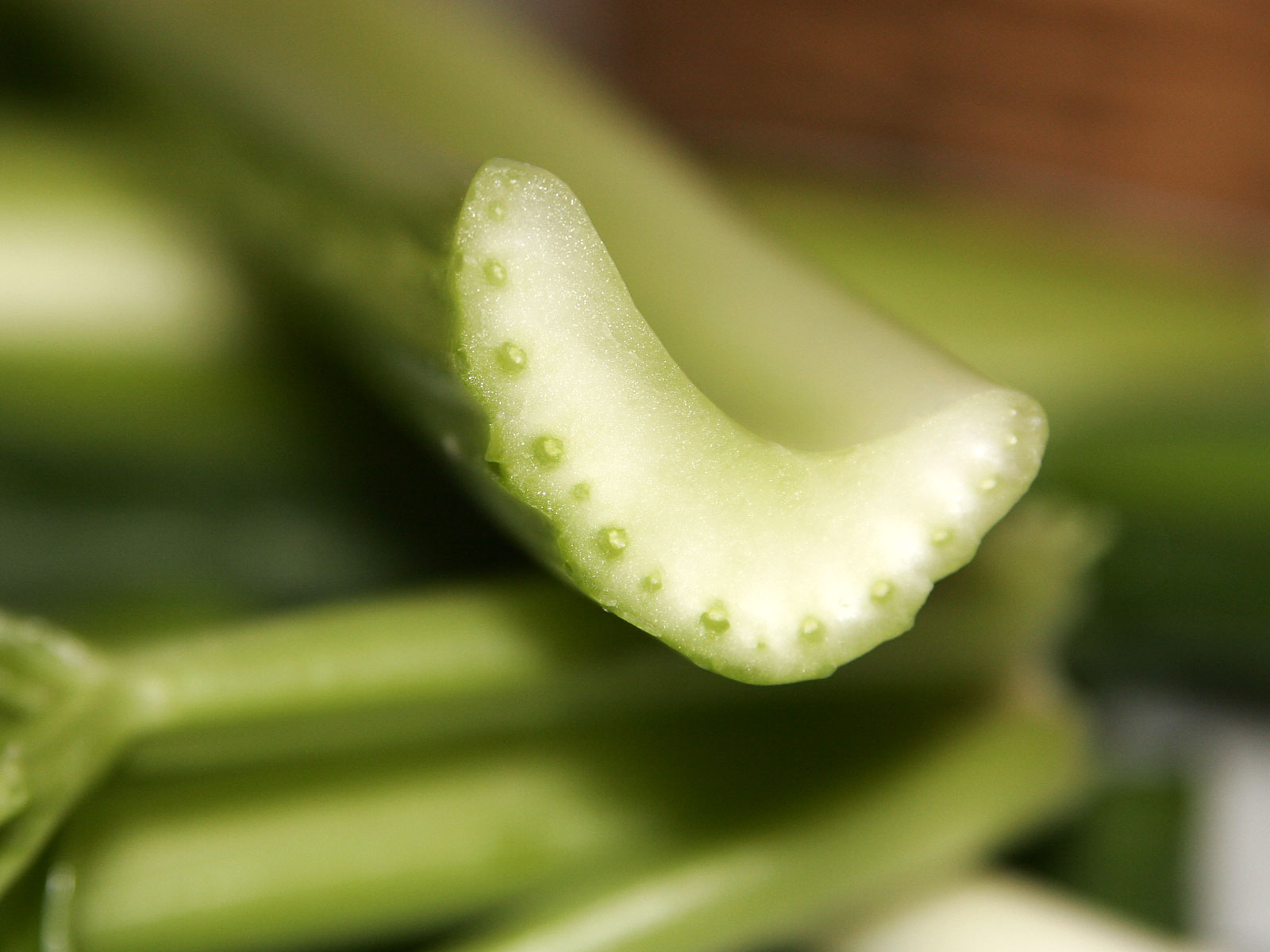
Secțiune printr-o tulpină de țelină, în care se pot observa fasciculele libero-lemnoase

Fasciculele libero-lemnoase fac parte din sistemul circulator al plantelor vasculare. Circulația în sine are loc în țesutul vascular, care este de două tipuri: xilem și floem. Ambele sunt prezente într-un fascicul libero-lemnos, alături de țesuturi de susținere și protecție.
Xilemul se află, în general, adaxial, pe când floemul este poziționat abaxial. Într-o tulpină sau rădăcină, asta înseamnă că xilemul este mai aproape de centrul acesteia, pe când floemul aste mai apropiat de exterior. Într-o frunză, suprafața adaxială e de obicei partea superioară, cea abaxială fiind, analog, partea inferioară. Din această cauză, afidele se găsesc de regulă sub frunze și nu deasupra, întrucât zaharurile sintetizate de plantă sunt transportate de floem, care este mai apropiat de partea inferioară a frunzei.
Poziția fasciculelor libero-lemnoase relativ cu ele înseși poate varia considerabil; consultați stel.